# Třída Skjold
Třída Skjold je třída raketových člunů norského královského námořnictva. Byly vyvinuty speciálně k pobřežním operacím a vyznačují se vysokou rychlostí, silnou výzbrojí a sníženou zjistitelností (stealth). Postaveno bylo šest jednotek. Třída je v aktivní službě.

## Stavba
Realizaci programu provádělo konsorcium Skjold Prime tvořené francouzskou loděnicí DCNS (především bojový řídící systém Senit 2000) a norskými firmami Umoe Mandal a Kongsberg Defence & Aerospace. Celkem bylo loděnicí Umoe Mandal postaveno šest jednotek této třídy. Jako první byl do služby 17. dubna 1999 zařazen Skjold (P960). Když se osvědčil, bylo v červnu 2002 přiobjednáno dalších pět jednotek pojmenovaných Storm (P961), Skudd (P962), Steil (P963), Glimt (P964) a Gnist (P965).
Jednotky třídy Skjold:
| Jméno         | Založení kýlu | Spuštěna        | Vstup do služby  | Status  |
| ------------- | ------------- | --------------- | ---------------- | ------- |
| Skjold (P960) | 4. srpna 1997 | 22. září 1998   | 17. dubna 1999   | aktivní |
| Storm (P961)  | říjen 2005    | 30. říjen 2006  | 9. září 2010     | aktivní |
| Skudd (P962)  | březen 2006   | 3. květen 2007  | 28. října 2010   | aktivní |
| Steil (P963)  | říjen 2006    | 15. leden 2008  | 30. června 2011  | aktivní |
| Glimt (P964)  | květen 2007   | 15. srpen 2008  | 29. březen 2012  | aktivní |
| Gnist (P965)  | prosinec 2007 | 18. květen 2009 | 8. listopad 2012 | aktivní |

## Konstrukce

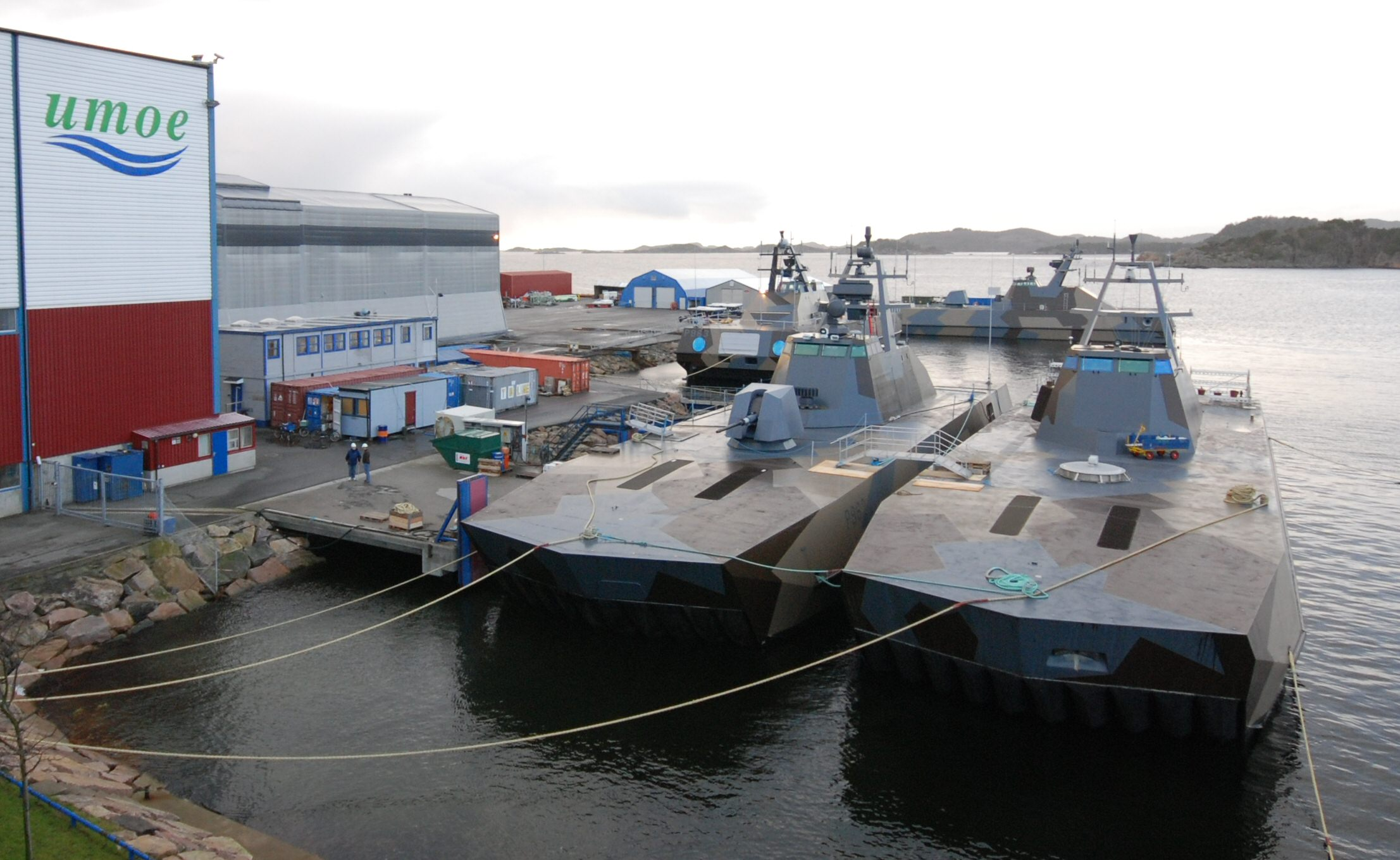
Čtveřice člunů třídy Skjold

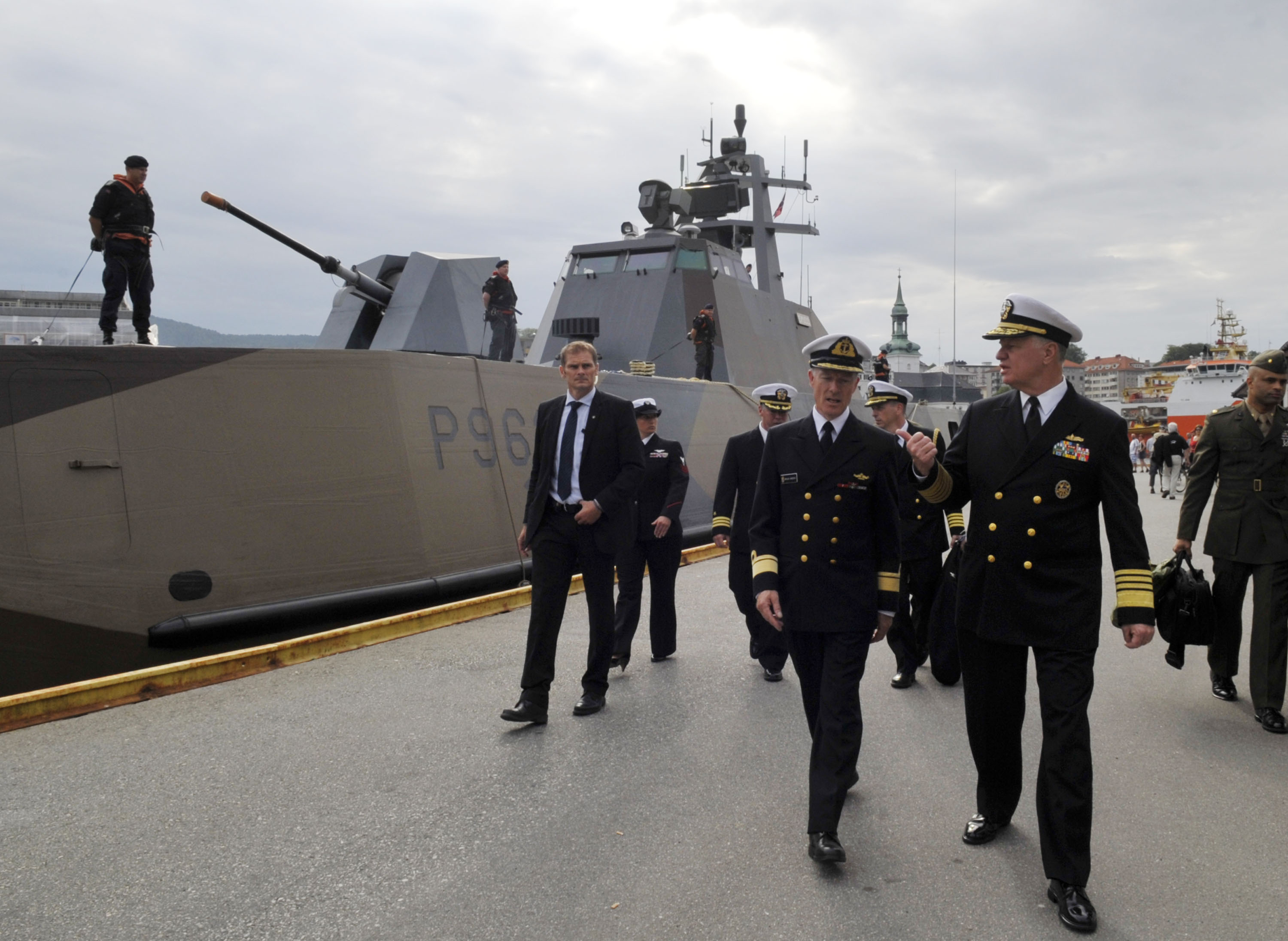
Skudd v Bergenu

Trup člunů je koncipován jako katamarán, který se při maximální rychlosti pohybuje na vzduchovém polštáři (koncepce Air Cushion Catamaran – ACC byla ověřena u minolovek třídy Oksøy). Pohon pomocí vodních trysek mu přitom dává velkou rychlost a obratnost. Trup je vyroben z kompozitu a je pokryt materiálem pohlcujícím radarové vlny. Francouzský koncern DCNS vybavil všech šest jednotek třídy bojovým řídícím systémeme Senit 2000, vyvinutým ve spolupráci s firmou Kongsberg Defence and Aerospace (při modernizaci ho dostaly i hlídkové čluny třídy Hauk). Pro řízení palby slouží systém Saab Ceros 200 kombinující radarové a optotronické senzory. Dále jsou vybaveny víceúčelovým radarem Thales MRR-3D-NG a průzkumným systémem CS-3701.
Čluny jsou silně vyzbrojeny. Hlavňovou výzbroj představuje jeden 76mm rychlopalný kanón Oto Melara Super Rapid v přídově věži. Dále nesou osm norských protilodních střel Kongsberg Naval Strike Missile s dosahem 150 km. Čluny jsou též vybaveny dvojitým protiletadlovým raketovým kompletem velmi krátkého dosahu Mistral s dosahem 4 km.
Pohonný systém je koncepce COGAG se dvěma páry plynových turbín – dvě jsou typu Pratt & Whitney ST18M a dvě typu Pratt & Whitney ST 40M. Ty dodávají energii dvojici vodních trysek Kamewa. Pro případ nouze mají čluny pomocné diesely MTU 6R TE92. Vzduch do vzduchového polštáře vhání dva dieselové motory MTU 12V TE92. Nejvyšší rychlost dosahuje 55 uzlů (přes 100 km/h).
Prototyp byl původně vybaven pohonem koncepce CODAG, později ale byl přestavěn do výše uvedeného standardu.

### Modernizace
Projekt modernizace této třídy zpracovávají norské společnosti Umoe Mandal a Kongsberg. V květnu 2020 norská vláda požádala o urychlení těchto prací.